# フレディ・ザモラ
フレディ・フランシスコ・ザモラ（Freddy Francisco Zamora, 1998年11月1日 - ）は、ニカラグアのマナグア出身の野球選手（遊撃手）。右投右打。MLBのミルウォーキー・ブルワーズ傘下所属。

## 経歴
高校時代はMLBドラフトで指名されず、マイアミ大学へ進学した。
初年度の2018年は54試合に出場して打率.303、1本塁打、28打点、20盗塁を記録した。
2年目の2019年は50試合に出場して打率.296、6本塁打、46打点、13盗塁を記録した。
2020年6月のMLBドラフトでは、2巡目（全体53位）でミルウォーキー・ブルワーズから指名され、26日に契約を結んだ（契約金は約137万ドル）。